# Kind met special needs
Een kind met special needs is een kind dat medische zorg behoeft. De term wordt vooral gebruikt voor adoptiekinderen. In 2009 was het percentage SN-kinderen dat naar Nederland kwam voor adoptie opgelopen tot 54 %. Hun aandeel neemt snel toe: adoptievergunninghouder Wereldkinderen verwacht dat over vijf à tien jaar alleen nog maar special needs kinderen naar Nederland zullen komen ter adoptie. Onder 'special needs' worden doorgaans medische risico's, operabele handicaps en niet-operabele handicaps gerekend. Soms worden ook kinderen ouder dan drie of vier jaar en kinderen met een belaste achtergrond gerekend onder special needs. De categorie kinderen met medische risico's lijkt op kinderen die in Nederland en België worden opgevangen in de pleegzorg. Adoptie gaat derhalve waarschijnlijk meer en meer vergelijkbare eisen aan adoptieouders stellen als aan pleegouders.

## Categorieën medische problemen

#### Medische risico's
Bij deze categorie gaat het om risico's die zijn ontstaan doordat de moeder van het kind tijdens de zwangerschap ondervoed was, drugs of alcohol gebruikte of blootgesteld was aan andere giftige stoffen, of een infectieziekte of parasiet bij zich droeg die gevaar oplevert voor het kind, zoals leverontsteking, syfilis en toxoplasmose. Ook complicaties bij de bevalling, vroeggeboorte en erfelijke ziektes leiden tot medische risico's. Kenmerk van deze categorie is dat de mate van benodigde medische zorg zeer onzeker is: soms blijkt dat er niets aan de hand is met het kind, en soms is intensieve zorg nodig.

#### Operabele handicaps
Hier betreft het handicaps die na een of meer operaties kunnen worden verholpen. Veel voorkomend zijn schisis en klompvoeten. Ook hartafwijkingen zoals VSD vallen onder deze categorie. Sommige van de kinderen met deze aandoeningen worden afgestaan omdat hun ouders zich de benodigde medische zorg niet kunnen veroorloven. De mate van benodigde zorg is meestal goed voorspelbaar.

#### Niet-operabele handicaps
Bij deze categorie zijn de handicaps niet door een operatie te verhelpen. Het gaat om verlammingen van of het ontbreken van ledematen, allergieën, albinisme, slechthorendheid en slechtziendheid, littekens, brandwonden, besmetting met hiv enzovoort. Ook hier is de mate van zorg vaak goed voorspelbaar.

## Keuze voor special needs
Aspirant adoptieouders kunnen bij hun bemiddelende organisatie aangeven of ze kiezen voor een special needs kind of niet. Als ze kiezen voor special needs moeten ze op een lijst aangeven welke medische risico's of handicaps ze denken aan te kunnen. Overwegingen daarbij zijn bijvoorbeeld ervaringen met bepaalde handicaps, de mate van aversie tegen risico's, nabijheid van medische voorzieningen en de gezinssituatie.